# Edward Aloysius Mooney
Edward Aloysius Mooney, ameriški duhovnik, škof in kardinal, * 9. maj 1882, Mount Savage, MD, † 25. oktober 1958.

## Življenjepis
10. aprila 1901 je prejel duhovniško posvečenje.
21. januarja 1926 je bil imenovan za naslovnega nadškofa Irenopolisa in za apostolskega delegata v Indiji; 31. januarja istega leta je prejel škofovsko posvečenje.
30. marca 1931 je postal apostolski delegat na Japonskem, 28. avgusta 1933 nadškof (osebni naziv) škofije Rochester in 31. maja 1937 nadškof Detroita.
18. februarja 1946 je bil povzdignjen v kardinala in imenovan za kardinal-duhovnika S. Susanna.